# Австралия на летних Олимпийских играх 1952
На летних Олимпийских играх 1952 года Австралию представлял 81 спортсмен (71 мужчина, 10 женщин). Они завоевали 6 золотых, 2 серебряных и 3 бронзовых медали, что вывело сборную на 9-е место в неофициальном командном зачёте.

## Медалисты
| Медаль  | Спортсмен | Вид спорта           | Дисциплина                |
| ------- | --- | -------------------- | ------------------------- |
| Золото  | Марджори Джэксон | Лёгкая атлетика      | Женщины, 100 м            |
| Золото  | Марджори Джэксон | Лёгкая атлетика      | Женщины, 200 м            |
| Золото  | Ширли Стрикленд | Лёгкая атлетика      | Женщины, 80 м с барьерами |
| Золото  | Расселл Мокридж | Велоспорт            | Мужчины, гит с места 1 км |
| Золото  | Расселл Мокридж Лайонел Кокс | Велоспорт            | Мужчины, тандем, 2 км     |
| Золото  | Джон Дэвис | Плавание             | Мужчины, 200 м брассом    |
| Серебро | Лайонел Кокс | Велоспорт            | Мужчины, спринт           |
| Серебро | Мервин Вуд | Академическая гребля | Мужчины, одиночки         |
| Бронза  | Ширли Стрикленд | Лёгкая атлетика      | Женщины, 100 м            |
| Бронза  | Верди Барберис | Тяжёлая атлетика     | Мужчины, до 67,5 кг       |
| Бронза  | Дэвид Андерсон Филипп Кейзер Эрнест Чепмен Томас Чесселл Мервин Финлэй Нимрод Гринвуд Эдвард Пэйн Роберт Тиннинг Джеффри Уильямсон | Академическая гребля | Мужчины, восьмёрки        |

## Результаты соревнований

### Академическая гребля
Соревнования в академической гребле на Играх 1952 года проходили с 20 по 23 июля. В следующий раунд из каждого заезда проходили несколько лучших экипажей (в зависимости от дисциплины). Впервые с 1928 года для проигравших в полуфинале спортсменов был введён ещё один отборочный заезд. В финал A выходили 5 сильнейших экипажей.
Мужчины
| Соревнование | Спортсмены                  | Предварительный заезд | Предварительный заезд | Предварительный заезд | 1-й отборочный заезд | 1-й отборочный заезд | 1-й отборочный заезд | Полуфинал | Полуфинал | Полуфинал | 2-й отборочный заезд | 2-й отборочный заезд | 2-й отборочный заезд | Финал                 | Финал                 |
| Соревнование | Спортсмены                  | Заезд                 | Время                 | Место                 | Заезд                | Время                | Место                | Заезд     | Время     | Место     | Заезд                | Время                | Место                | Время                 | Место                 |
| ------------ | --------------------------- | --------------------- | --------------------- | --------------------- | -------------------- | -------------------- | -------------------- | --------- | --------- | --------- | -------------------- | -------------------- | -------------------- | --------------------- | --------------------- |
| одиночки     | Мервин Вуд                  | 2                     | 7:44,1                | 1 Q                   | не участвовал        | не участвовал        | не участвовал        | 1         | 8:02,5    | 2         | 1                    | 7:45,5               | 1 Q                  | 8:14,5                | 2                     |
| двойки       | Дональд Палмер Вик Миддлтон | 2                     | 8:06,4                | 1 Q                   | не участвовали       | не участвовали       | не участвовали       | 1         | 7:46,8    | 2         | 1                    | 7:50,5               | 3                    | завершили выступление | завершили выступление |